# Liste des stations de radio en Azerbaïdjan
Cet article présente la liste des radios en Azerbaïdjan.

## Radios nationales

### Radios publiques
- Azərbaycan Dövlət Radiosu (Radio Publique de l'Azerbaïdjan)
- İctimai Radio (Radio Publique)
- Naxçıvanın Səsi (La Voix de Nakhitchevan)
- Radio Respublika

### Radios privées
- 106 FM
- 107.7 Avto FM
- ANS ÇM
- Araz Radiosu
- Azad Azərbaycan Radiosu
- Baku FM
- Bürc FM
- Europa Plus
- Kəpəz FM
- Lider FM
- Lider Jazz Radio
- Media FM
- Molodozhniy Kanal
- Radio Antenn
- Space Radio
- Xəzər Radiosu

## Radios publiques étrangères
- BBC World Service
- Radio France internationale
- RTR Planeta